# UA 8699
UA 8699 (espécimen 8699 de la Universidad de Antananarivo)es un diente fósil de mamífero del Cretácico de Madagascar. Se trata de un molar inferior roto de unos 3,5 mm (0,14 pulgadas) de largo, procedente del Maastrichtiense de la Formación Maevarano, en el noroeste de Madagascar. Los detalles de la morfología de su corona indican que se trata de un boreosfenido, miembro del grupo que incluye a los marsupiales y mamíferos placentarios actuales. David W. Krause, quien describió por primera vez el diente en 2001, lo interpretó como un marsupial basándose en cinco caracteres compartidos, pero en 2003 Averianov y otros señalaron que todos ellos son compartidos por los placentarios zhelestidos y se inclinaron por una estrecha relación entre el UA 8699 y el zhelestido español Lainodon. Krause utilizó el diente como prueba de que los marsupiales estaban presentes en los continentes del sur (Gondwana) ya a finales del Cretácico, y Averianov y sus colegas propusieron que el diente representaba otro ejemplo del intercambio faunístico entre África y Europa en aquella época.

## Descubrimiento y contexto
El UA 8699 fue descubierto en un estudio conjunto de la Universidad de Stony Brook y la Universidad de Antananarivo (UA) y se incluyó en las colecciones de esta última como espécimen 8699. Se encontró en una localidad denominada MAD93-95, en el miembro Anembalemba de la formación Maevarano, que data del Maastrichtiense (Cretácico tardío). La localidad se encuentra en la cuenca de Mahajanga, en el noroeste de Madagascar. Se han recuperado otros mamíferos de depósitos de Madagascar de edad similar, pero la mayoría también se conocen a partir de material muy limitado. Entre ellos se encuentran el gondwanaterio Lavanify, un multituberculado indeterminado, y algunos otros dientes indeterminados, así como un esqueleto casi completo que representa un linaje de mamíferos hasta ahora desconocido.En un artículo publicado en Nature en 2001, David Krause anunció el descubrimiento del UA 8699 y defendió las afinidades marsupiales del espécimen. Debido a que el espécimen es tan fragmentario, se abstuvo de asignar un nuevo nombre científico al diente.Dos años más tarde, Alexander Averianov, David Archibald y Thomas Martin se inclinaron por una interpretación placentaria en un artículo publicado en Acta Palaeontologica Polonica, señalando que el espécimen era esencialmente similar al zhelestido Lainodon.  En una revisión de 2006 de algunos de los vertebrados del Cretácico de Madagascar, Krause y sus colegas continuaron considerando el espécimen como un marsupial y anunciaron que un próximo artículo de Case defendería más plenamente las afinidades marsupiales.

## Descripción
UA 8699 es un molar inferior izquierdo desgastado y roto. Falta parte del trigonido (el grupo delantero de cúspides), en la esquina mesiolingual (parte delantera interna) del diente. Krause estimó que el diente completo habría tenido 3,5 mm (0,14 pulgadas) de largo y 2,2 mm (0,09 pulgadas) de ancho. El diente es tribosfénico, como el de los mamíferos modernos, tal y como indican varias características, entre ellas la amplia cavidad del talonido (el grupo posterior de cúspides) y el ángulo agudo (48°) entre las cúspides del trigonido. El UA 8699 carece de un cingulido (cresta) que se asemeja a una repisa en el lado lingual (interior), lo que indica que no es miembro de Australosphenida (el clado propuesto que une a los monotremas y algunos mamíferos antiguos de Gondwana, incluido el Ambondro jurásico de Madagascar); por lo tanto, se puede identificar como representante de Boreosphenida, que incluye a los marsupiales, los placentarios y sus parientes extintos.
Krause enumeró cinco características que indican que el UA 8699 es un marsupial, y no un placentario o un terio primitivo. Hay un cingulido bien desarrollado en el margen posterior externo (distobucal), entre el hipoconido (una de las cúspides principales) y el hipoconulido (una cúspide más pequeña). El hipoconúlido en sí está situado muy lingualmente, relativamente lejos del hipoconido. El trigonido y el talonido son aproximadamente igual de anchos, el trigonido tiene una corona baja y el desgaste es principalmente horizontal, lo que da lugar a facetas de desgaste expuestas, anchas y planas. Averianov y sus colegas señalaron que los zhelestidos, un grupo placentario, comparten todas esas características, aunque en distintos grados, y que el hipoconúlido en marsupiales de edad similar está situado aún más lingualmente, "gemelado" con el entoconido (la cúspide en la esquina lingual posterior del diente). Escribieron que el espécimen es, en general, más similar a los zhelestidos que a los marsupiales.

## Interpretaciones
Krause escribió que UA 8699 fue el primer marsupial identificado en Madagascar y el primero del Mesozoico en cualquier parte de Gondwana. Los marsupiales se remontan al Eoceno en Australia y África y al Paleoceno en Sudamérica; aunque se han registrado marsupiales del Cretácico en esa zona, ninguno de los registros es inequívoco. Los marsupiales estaban sin duda presentes en el hemisferio norte durante el Cretácico tardío. Interpretó el UA 8699 como una prueba de que los marsupiales ya debían de haber colonizado los continentes meridionales a finales del Cretácico, presumiblemente habiendo llegado a Madagascar a través de Sudamérica y la Antártida. A finales del Cretácico, los boreosfenidos ya debían de estar en proceso de sustituir a los mamíferos arcaicos como los gondwanaterios en el continente meridional.